# Caryonopera mainty
Caryonopera mainty är en fjärilsart som beskrevs av Pierre E.L. Viette 1972. Caryonopera mainty ingår i släktet Caryonopera och familjen nattflyn. Inga underarter finns listade i Catalogue of Life.